# Ladomirov
Ladomirov (bis 1927 slowakisch Ladomirová; ungarisch Ladomér) ist eine Gemeinde im Okres Snina (Prešovský kraj) im äußersten Osten der Slowakei mit 251 Einwohnern (Stand 31. Dezember 2024) in der traditionellen Landschaft Zemplín.

## Geographie
Die Gemeinde befindet sich im Vorgebirge Beskydské predhorie, hier zwischen dem Vihorlatgebirge im Westen und dem Gebirge Bukovské vrchy weiter im Norden, am Bach Ladomirovský potok im Einzugsgebiet der Ublianka. Das Ortszentrum liegt auf einer Höhe von 315 m n.m. und ist 18 Kilometer von Snina entfernt.
Nachbargemeinden sind Klenová im Norden, Nordosten und Osten, Michajlov im Südosten, Šmigovec im Süden, Strihovce im Südwesten, Vyšná Rybnica im Westen und Kolonica im Nordwesten.

## Geschichte
Ladomirov wurde zum ersten Mal 1567 als Ladomir schriftlich erwähnt und war Teil des Drugeth'schen Herrschaftsgebiets von Humenné, von 1774 bis zum 19. Jahrhundert war es Besitz der Familie Vladár, im 20. Jahrhundert der Familie Hadik-Barkóczy. 1715 gab es eine Mühle, 14 verlassene und 14 bewohnte Haushalte. 1787 hatte die Ortschaft 52 Häuser und 366 Einwohner, 1828 zählte man 74 Häuser und 538 Einwohner, die als Hirten, Viehzüchter und Waldarbeiter tätig waren.
Bis 1918 gehörte der im Komitat Semplin liegende Ort zum Königreich Ungarn und kam danach zur Tschechoslowakei beziehungsweise heute Slowakei.  In der Zeit der ersten tschechoslowakischen Republik verblieben die Einwohner bei traditionellen Einnahmequellen. Als Folge des Slowakisch-Ungarischen Kriegs war der Ort von 1939 bis 1944 noch einmal Teil Ungarns. Nach dem Zweiten Weltkrieg pendelte ein Teil der Einwohner zur Arbeit nach Snina sowie in den tschechischen Landesteil der Tschechoslowakei, die Landwirte waren privat organisiert.

## Bevölkerung
| Jahr                | 1994 | 2004    | 2014     | 2024     |
| ------------------- | ---- | ------- | -------- | -------- |
| Anzahl der Personen | 382  | 353     | 290      | 251      |
| Unterschied         |      | −7,59 % | −17,84 % | −13,44 % |

| Jahr                | 2023 | 2024    |
| ------------------- | ---- | ------- |
| Anzahl der Personen | 256  | 251     |
| Unterschied         |      | −1,95 % |

Nach der Volkszählung 2011 wohnten in Ladomirov 313 Einwohner, davon 206 Slowaken, 61 Russinen, sieben Ukrainer und ein Rom. 38 Einwohner machte keine Angabe zur Ethnie.
191 Einwohner bekannten sich zur griechisch-katholischen Kirche, 72 Einwohner zur orthodoxen Kirche, jeweils drei Einwohner zu den Zeugen Jehovas und zur Evangelischen Kirche A. B. und zwei Einwohner zur römisch-katholischen Kirche. Vier Einwohner waren konfessionslos und bei 38 Einwohnern ist die Konfession nicht ermittelt.

## Bauwerke
- griechisch-katholische Kirche Schutz der allheiligen Gottesgebärerin aus dem Jahr 1890[6]

## Verkehr
Durch Ladomirov führt die Cesta I. triedy 74 („Straße 1. Ordnung“) von Humenné und Snina zur ukrainischen Grenze bei Ubľa. Der nächste Bahnanschluss ist in Stakčín an der Bahnstrecke Humenné–Stakčín.